# Robertschochia
Robertschochia – rodzaj prymitywnego wymarłego ssaka z grupy teniodontów z wczesnego paleocenu. Zamieszkiwał Amerykę Północną. Początkowo nazwany Schochia, w 2011 roku rodzaj został przemianowany na Robertschochia, ponieważ nazwę Schochia nosi już rodzaj pasikonika. Obie te nazwy honorują paleontologa Roberta Schocha.
Po odkryciu nieznanych skamieniałości teniodonta Wortmania Williamson i Brusatte (2013) stwierdzili, że Robertschochia jest młodszym synonimem tego rodzaju, choć w analizie kladystycznej przeprowadzonej przez Rook i Huntera (2014) zajmują one nieco odmienne pozycje filogenetyczne – Robertschochia jest taksonem siostrzanym dla kladu obejmującego rodzaje Psittacotherium, Ectoganus i Stylinodon, zaś Wortmania zajmuje pozycję siostrzaną dla kladu złożonego z tych czterech rodzajów.